# Manic Depression (Band)
Manic Depression ist eine russische Thrash-Metal-Band aus Moskau, die im Jahr 1999 gegründet wurde.

## Geschichte
Nachdem Max „Max with Bolt“ Layko bereits seit 1997 bei Korrosija Metalla als Gitarrist und Sänger aktiv gewesen war, übernahm er im Jahr 1999 den Posten des Sängers und Bassisten eines noch namenlosen Bandprojektes. Im Frühling 2000 nahm die Gruppe, die sich mittlerweile Manic Depression nannte, das Demo Who Deals the Pain auf. Danach kam Ilya Zudilov als Bassist zur Band, woraufhin Layko die E-Gitarre und den Gesang übernahm. Das Demo würde im April 2001 über Hobgoblin Records veröffentlicht. Im Februar 2002 gewann die Band einen Wettbewerb des Magazins Play, wodurch die Gruppe auf der CD-Beilage mit dem Lied Words of Hate zu hören war. Im Frühling 2003 nahm die Band ihr Demo neu auf: Das Schlagzeug wurde im Chernyi Obelisk Studio aufgenommen, während die restlichen Aufnahmen in den PowerSkya Studios stattfanden. Nachdem das Album im Sommer im VMH Studio gemastert worden war, erreichte die Gruppe einen Vertrag bei dem Label MetalAgen, worüber im Oktober das neu aufgenommene Demo als Debütalbum erschien. Währenddessen trennte sich die Gruppe von ihrem Schlagzeuger Vasilij Kazurov, der nach viermonatiger Suche durch Alexandr Vetkhov ersetzt wurde. Danach begannen die Arbeiten zum nächsten Album. Im Februar 2006 erschien das Album über Mystic Emprie Records unter dem Namen Planned Spiritual Decay. Am Veröffentlichungstag spielte die Band zusammen mit Destruction in Moskau. Das offizielle Konzert zur Veröffentlichung fand am 12. März im russischen Relax Club statt, an dem auch die Bands Moray Eel, Devilish Distance, Everlost und Inexist teilnahmen. Danach begann die Band mit den Aufnahmen zur EP You'll Be with Us Again. Der Tonträger enthielt unter anderem eine Coverversion des Twisted-Sister-Liedes Come Out and Play und eine neu auf Russisch aufgenommene Version des Liedes As We Rising Inferno, das bereits auf dem Debütalbum enthalten war. Zudem war auf dem Tonträger Schura von BI-2 als Gastsänger zu hören. Die EP wurde im Jahr 2007 veröffentlicht. Im Sommer 2008 gewann die Band den russischen Festival-Wettbewerb Get Started. Im Sommer des Folgejahres nahm die Band das Album Impending Collapse auf, das 2010 erschien.

## Stil
Laut Thomas Meyns von metalnews.de spielt die Band auf Impending Collapse modernen Thrash Metal mit starkem Einfluss aus der San Francisco Bay Area. Den Einfluss höre man vor allem bei den Staccato-Riffs heraus, die an Testament zu Zeiten von The Gathering erinnern würden. Der Gesang von Max Layko erinnere dabei weniger an Chuck Billy, sondern mehr an Kreators Mille Petrozza. Zudem setze Layko auch Klargesang ein, den er jedoch nicht wirklich beherrsche.

## Diskografie
- 2001: Who Deals the Pain (Demo, Hobgoblin Records)
- 2003: Who Deals the Pain (Album, MetalAgen)
- 2006: Planned Spiritual Decay (Album, Mystic Emprie Records)
- 2007: You'll Be with Us Again (EP, Mazzar Records)
- 2010: Impending Collapse (Album, Mazzar Records)
- 2012: Box of Lies (EP, Mazzar Records)